# 紫皇天乙真慶宮

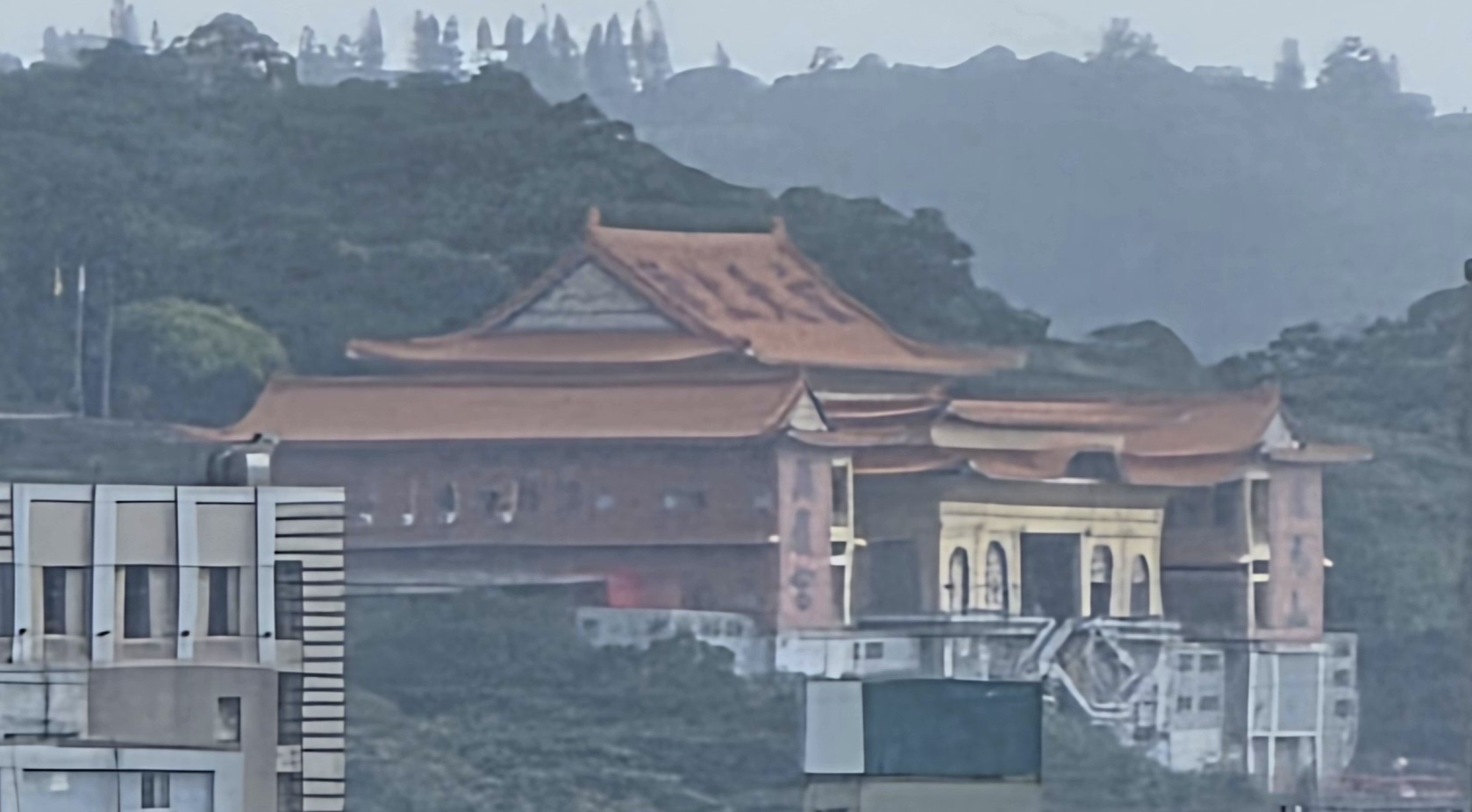
龜馬山紫皇天乙真慶宮

龜馬山紫皇天乙真慶宮位於新北市八里區觀音山西北山麓，背依翠綠重山，面向淡水河出海口之台灣海峽，十三行博物館、台北港及淡水漁人碼頭皆近在眼簾。據山水之秀麗，得天地之靈氣，不僅是進香朝拜的道教聖地，也是尋幽訪勝的最佳去處。

## 歷史
1971年時於臺北縣三重仁愛街（今新北市），為開山住持陳育德創建，原名「真武宮」，期間歷經「北虛宮」、「真慶宮」宮號，直至2003年易名為「紫皇天乙真慶宮」至今。崇奉主神為玄天上帝。
1984年經玄天上帝神示：「廟地已顯速予洽購，錯過此時，百年難覓。」因此於該年十月購妥現有廟地，孰料過戶土地隔天，原地主爆發金融問題，名下所有土地財產全遭凍結，此塊廟地因而逃過一劫，買下土地約8.5甲，始為龜馬山奠定建宮基礎。
真慶宮建築參考中國大陸武當山紫霄宮，廟頂以2950塊琉璃瓦寫出『玄天上帝』四字，為建宮一大特色。大殿高度達22米，雄偉莊嚴，其營建工程概分三期，目前完成為第一期工程。

## 其他祀奉主神
- 王母娘娘
- 天上聖母
- 文昌帝君
- 玉女娘娘

## 營建團隊
由建築師設計，永旺設計工程有限公司承包。

## 資料來源
1. 1 2  .   [2015-04-19]. （原始内容存档于2014-06-08）.
2. ↑  .   [2015-04-19]. （原始内容存档于2014-09-10）.